# Meu Lugar (álbum de Anitta)
Meu Lugar é o primeiro álbum de vídeo e o primeiro ao vivo da artista musical brasileira Anitta, gravado durante uma das apresentações da Show das Poderosas Tour em 15 de fevereiro de 2014, no HSBC Arena, no Rio de Janeiro, para 10 mil pessoas. O álbum foi lançado no dia 4 de junho de 2014 pela Warner Music em formato de DVD, CD/DVD e download digital.
Um dia antes do lançamento do DVD, foi lançado o álbum Ritmo Perfeito com versões em estúdio das canções inéditas presentes no DVD — "Na Batida", "Ritmo Perfeito", "Música de Amor", "Cobertor", "Mulher", "No Meu Talento", "Blá Blá Blá", "Quem Sabe" e "Vai e Volta". O DVD vendeu cerca de 75 mil cópias.

## Conceito
O show brinca com a dualidade, por meio do conceito "Céu e Inferno". Desta forma, a apresentação começa ambientada no inferno e irá avançando até o céu. Esta trajetória será marcada pelo uso das cores, já que na primeira parte, prevalecerá cores como cinza e roxo, a medida que for caminhando sentido ao céu, ficará branco e rosa. Conceito já feito pela cantora Wanessa no seu álbum DNA Tour lançado em 2013.
Para contar essa história, Anitta e os diretores usaram como inspirações o mito grego da Caixa de Pandora e os espetáculos do Cirque du Soleil, que sempre exploram temas lúdicos, visualmente atraentes e divertidos. O espetáculo conta com um personagem que será o narrador dessa aventura vivido por Carlos Marcio Moreira, bailarino do Cirque du Soleil, que dá vida aos três personagens: coveiro da morte, um cineasta, e um anjo que abre a porta do céu.
O cenário que caracteriza o inferno traz influências do universo soturno das eras medievais e irreverência e "tintas fortes" de uma referência o estilo do cineasta Tim Burton, com o uso de cores e figuras exageradas que lembram a obra do cineasta. Recursos gráficos modernos também estão presentes, como a projeção mapeada, painéis de LED junto a essas referências antigas, dando ao show um tom quase teatral.
| “ | Entre a transição do inferno ao céu, também teremos um momento de homenagem ao cinema antigo, que será transmitido através de elementos cenográficos inspirados no trabalho do cineasta Georges Méliès. | ” |

## Faixas
Todas as faixas foram produzidas por Umberto Tavares e Mãozinha.
| Faixas do DVD  |                                             |                                                             |         |  |
| N.º            | Título                                      | Compositor(es)                                              | Duração |  |
| 1.             | "Porta do Centro da Terra" (Abertura)       | Mãozinha R Araújo Raoni Carneiro                            | 2:52    |  |
| 2.             | "Não Para"                                  | Larissa Machado                                             | 3:15    |  |
| 3.             | "Menina Má"                                 | Machado                                                     | 3:06    |  |
| 4.             | "Proposta"                                  | Batutinha                                                   | 2:55    |  |
| 5.             | "Cachorro Eu Tenho Em Casa"                 | Machado Umberto Tavares Jefferson Junior                    | 2:32    |  |
| 6.             | "Eu Sou Assim"                              | Machado U. Tavares J. Junior                                | 5:24    |  |
| 7.             | "Fica Só Olhando"                           | Batutinha                                                   | 4:03    |  |
| 8.             | "Ritmo Perfeito"                            | Machado U. Tavares J. Junior                                | 2:55    |  |
| 9.             | "Achei / Príncipe de Vento"                 | Machado U. Tavares J. Junior                                | 4:18    |  |
| 10.            | "Zen"                                       | Machado U. Tavares J. Junior                                | 2:45    |  |
| 11.            | "Quem Sabe"                                 | Le Tícia                                                    | 3:44    |  |
| 12.            | "Musica de Amor"                            | Machado U. Tavares J. Junior                                | 3:07    |  |
| 13.            | "Cobertor" (participação de Projota)        | Tiago Pereira Danilo Valbusa Pedro Caropreso Diego Silveira | 3:07    |  |
| 14.            | "Mulher" (participação de Projota)          | Pereira                                                     | 3:02    |  |
| 15.            | "Eu Vou Ficar (Remix)" (participação de PH) | Batutinha                                                   | 3:31    |  |
| 16.            | "Tá na Mira"                                | Machado                                                     | 3:07    |  |
| 17.            | "Meiga e Abusada"                           | Machado R. Araújo J. Junior                                 | 3:48    |  |
| 18.            | "Na Batida"                                 | Machado U. Tavares J. Junior                                | 2:42    |  |
| 19.            | "Movimento da Sanfoninha"                   | DJ Pimpa Rafael Castilhol                                   | 2:57    |  |
| 20.            | "No Meu Talento"                            | Machado U. Tavares J. Junior                                | 2:45    |  |
| 21.            | "Blá Blá Blá"                               | Machado U. Tavares J. Junior                                | 2:53    |  |
| 22.            | "Show das Poderosas"                        | Machado                                                     | 4:19    |  |
| Duração total: | Duração total:                              | Duração total:                                              | 72:07   |  |

| Faixas do CD (Edição exclusiva das Lojas Americanas) |                                      |         |  |
| N.º                                                  | Título                               | Duração |  |
| 1.                                                   | "Na Batida"                          | 2:47    |  |
| 2.                                                   | "Não Para"                           | 3:55    |  |
| 3.                                                   | "Menina Má"                          | 3:09    |  |
| 4.                                                   | "Blá Blá Blá"                        | 2:52    |  |
| 5.                                                   | "Eu Sou Assim"                       | 5:23    |  |
| 6.                                                   | "Fica Só Olhando"                    | 4:02    |  |
| 7.                                                   | "Ritmo Perfeito"                     | 3:03    |  |
| 8.                                                   | "Zen"                                | 3:24    |  |
| 9.                                                   | "Música de Amor"                     | 3:08    |  |
| 10.                                                  | "Cobertor" (participação de Projota) | 3:09    |  |
| 11.                                                  | "Tá Na Mira"                         | 3:06    |  |
| 12.                                                  | "Meiga e Abusada"                    | 3:44    |  |
| 13.                                                  | "No Meu Talento"                     | 2:49    |  |
| 14.                                                  | "Show das Poderosas"                 | 4:16    |  |

| Faixas do CD (Edição deluxe exclusiva do iTunes) |                                                         |         |  |
| N.º                                              | Título                                                  | Duração |  |
| 1.                                               | "Porta do Centro da Terra" (Abertura)                   | 2:52    |  |
| 2.                                               | "Não Para"                                              | 3:15    |  |
| 3.                                               | "Menina Má"                                             | 3:06    |  |
| 4.                                               | "Proposta"                                              | 2:55    |  |
| 5.                                               | "Cachorro Eu Tenho Em Casa"                             | 2:32    |  |
| 6.                                               | "Eu Sou Assim"                                          | 5:24    |  |
| 7.                                               | "Fica Só Olhando"                                       | 4:03    |  |
| 8.                                               | "Ritmo Perfeito"                                        | 2:55    |  |
| 9.                                               | "Achei / Príncipe de Vento"                             | 4:18    |  |
| 10.                                              | "Zen"                                                   | 2:45    |  |
| 11.                                              | "Quem Sabe"                                             | 3:44    |  |
| 12.                                              | "Musica de Amor"                                        | 3:07    |  |
| 13.                                              | "Cobertor" (participação de Projota)                    | 3:07    |  |
| 14.                                              | "Mulher" (participação de Projota)                      | 3:02    |  |
| 15.                                              | "Eu Vou Ficar (Remix)" (participação de PH)             | 3:31    |  |
| 16.                                              | "Tá na Mira"                                            | 3:07    |  |
| 17.                                              | "Meiga e Abusada"                                       | 3:48    |  |
| 18.                                              | "Na Batida"                                             | 2:42    |  |
| 19.                                              | "Movimento da Sanfoninha"                               | 2:57    |  |
| 20.                                              | "No Meu Talento"                                        | 2:45    |  |
| 21.                                              | "Blá Blá Blá"                                           | 2:53    |  |
| 22.                                              | "Show das Poderosas"                                    | 4:19    |  |
| 23.                                              | "Vai e Volta" (faixa em estúdio)                        | 2:52    |  |
| 24.                                              | "Na Batida" (faixa em estúdio)                          | 2:43    |  |
| 25.                                              | "Música de Amor" (faixa em estúdio)                     | 3:05    |  |
| 26.                                              | "Cobertor" (faixa em estúdio) (participação de Projota) | 3:04    |  |
| 27.                                              | "Mulher" (faixa em estúdio) (participação de Projota)   | 2:45    |  |
| 28.                                              | "Blá Blá Blá" (faixa em estúdio)                        | 2:53    |  |
| 29.                                              | "Quem Sabe" (faixa em estúdio)                          | 3:43    |  |
| 30.                                              | "No Meu Talento" (faixa em estúdio)                     | 2:44    |  |
| 31.                                              | "Ritmo Perfeito" (faixa em estúdio)                     | 2:56    |  |
| 32.                                              | "Blá Blá Blá" (Extended Remix)                          | 3:25    |  |

## Desempenho nas tabelas musicais e certificação
| País — Tabela musical (2013) | Posição de pico |
| ---------------------------- | --------------- |
| Brasil (TOP 20 Semanal ABPD) | 2               |

| País — Tabela musical (2013) | Posição de pico |
| ---------------------------- | --------------- |
| Brasil (Top 20 Anual ABPD)   | 4               |

| Região                                                                                             | Certificação | Vendas   |
| -------------------------------------------------------------------------------------------------- | ------------ | -------- |
| Brasil (Pro-Música Brasil) DVD                                                                     | Platina      | 150.000* |
| *números de vendas baseados somente na certificação ^distribuições baseadas apenas na certificação |              |          |

## Histórico de Lançamento
| País   | Data               | Formato(s)       | Gravadora    |
| ------ | ------------------ | ---------------- | ------------ |
| Brasil | 3 de junho de 2014 | Download digital | Warner Music |
| Brasil | 4 de junho de 2014 | DVD CD /DVD      | Warner Music |

## Equipe técnica
- Direção Geral: K2L Empreendimentos Artísticos
- Direção e Produção Musical: Umberto Tavares e Mãozinha (UmMusic)
- Direção Artística e de vídeo: Raoni Carneiro
- Assistente de Direção Artística: Celso Bernini
- Direção Técnica: Marcio Glaser
- Direção de Produção: Marcelo Lins
- Produção Executiva:  Hibrido eventos
- Cenografia: Zé Carratu
- Light Design e Fotografia: Carlinhos Nogueira
- Técnico de Mixagem: Marcos Saboia
- Edição de Vídeo: Rodrigo Brazão
- Coreografia: Katia Barros
- Assistente de Coreografia: Arielle Macedo
- Figurino: Carola Chede, Guilherme Rochebois e Marcelo Cavalcanti
- Assessoria de Imprensa: Casé Assessoria
- Making of: Bellart Filmes
- Palcos dos ensaios do ballet: Fundição Progresso
- Estúdio para produção das músicas: UmMusic
- Make: Junior Mendes
- Hair: Thaigo Fortes
- Stylist: Yan Acioly
- Stylist Ballet: Marcelo Cavalcante, Valéria Costa e Guilherme Rochebois